# Плей-оф Ліги конференцій УЄФА 2022—2023
Плей-оф Ліги конференцій УЄФА 2022—2023 розпочалися 16 лютого зі стикових матчів та завершилися 7 червня 2023 фіналом на стадіоні «Сінобо» у Празі (Чехія), де і було визначено переможця. У плей-оф змагаються 16 команд.
Час вказано в EET/EEST (київський час) (місцевий час, якщо відрізняється, вказано в дужках).

## Розклад
Розклад матчів та жеребкувань наведено у таблиці (усі жеребкування проводяться у штаб-квартирі УЄФА у Ньйоні).
| Раунд         | Дата жеребкування | Перші матчі                     | Матчі-відповіді                 |
| ------------- | ----------------- | ------------------------------- | ------------------------------- |
| Стикові матчі | 7 листопада 2022  | 16 лютого 2023                  | 23 лютого 2023                  |
| 1/8 фіналу    | 24 лютого 2023    | 9 березня 2023                  | 16 березня 2023                 |
| 1/4 фіналу    | 17 березня 2023   | 13 квітня 2023                  | 20 квітня 2023                  |
| 1/2 фіналу    | 17 березня 2023   | 11 травня 2023                  | 18 травня 2023                  |
| Фінал         | 17 березня 2023   | 7 червня 2023 («Сінобо», Прага) | 7 червня 2023 («Сінобо», Прага) |

## Формат
Кожна зустріч у плей-оф, окрім фіналу, проходить у двоматчевому форматі — кожна команда грає один з двох матчів на домашньому стадіоні. Команда, яка забила більше голів за підсумком двох матчів, проходить до наступного етапу. Якщо загальний рахунок є рівним, команди грають додатковий час. Якщо по завершенню додаткового часу загальний рахунок залишається рівним, переможець визначається серією післяматчевих пенальті. У фіналі команди грають один матч. Якщо по завершенню основного часу у матчі нічия, команди грають додатковий час, після якого, якщо у матчі досі нічия, слідує серія пенальті.

Процедура жеребкування для кожного раунду виглядає наступним чином:
- У жеребкуванні стикових матчів 8 других місць групового етапу є сіяними, а 8 команд, що посіли третє місце в групах Ліги Європи — несіяними. Сіяні команди грають з несіяними. Сіяна команда грає вдома у матчі-відповіді. Команди з однієї асоціації не можуть грати між собою.
- У жеребкуванні 1/8 фіналу 8 переможців груп є сіяними, а 8 переможців стикових матчів — несіяними. Сіяні команди грають з несіяними. Сіяна команда грає вдома у матчі-відповіді. Команди з однієї асоціації не можуть грати між собою.
- У жеребкуванні 1/4 фіналу та 1/2 фіналу немає сіяних та несіяних, а також відсутні обмеження, що накладалися в 1/8 фіналу, тобто будь-яка команда може грати з будь-якою іншою. Оскільки жеребкування 1/4 та 1/2 фіналу проводяться разом, не буде відомо, які з команд пройшли до 1/2 фіналу. Також жеребкуванням визначається, переможець якого з півфіналів буде номінальним «господарем» у фіналі (лише адміністративно, оскільки фінал проводиться на нейтральному стадіоні).

## Команди
У плей-оф беруть участь команди 24 команди, з яких 16 — команди, що посіли 1-е та 2-е місця у своїх групах групового етапу, а інші 8 — 3-і місця групового етапу Ліги Європи.
| Група | 1-е місце (потрапляють до 1/8 фіналу як сіяні) | 2-е місце (потрапляють до стикових матчів як сіяні) |
| ----- | ---------------------------------------------- | --------------------------------------------------- |
| A     | Істанбул Башакшехір                            | Фіорентіна                                          |
| B     | Вест Гем Юнайтед                               | Андерлехт                                           |
| C     | Вільярреал                                     | Лех (Познань)                                       |
| D     | Ніцца                                          | Партизан                                            |
| E     | АЗ                                             | Дніпро-1                                            |
| F     | Юргорден                                       | Гент                                                |
| G     | Сівасспор                                      | Клуж                                                |
| H     | Слован (Братислава)                            | Базель                                              |

| Група | 3-е місце (потрапляють до стикових матчів як несіяні) |
| ----- | ----------------------------------------------------- |
| A     | Буде-Глімт                                            |
| B     | АЕК (Ларнака)                                         |
| C     | Лудогорець                                            |
| D     | Брага                                                 |
| E     | Шериф                                                 |
| F     | Лаціо                                                 |
| G     | Карабах                                               |
| H     | Трабзонспор                                           |

## Турнірна сітка
|  |                  |                  |                 |                 |                 |                 |               |                     |                     |                 |                   |                 |  |  |                  |                  |            |            |            |  |  |            |            |            |            |            |  |  |       |       |       |
|  | Стикові матчі    | Стикові матчі    | Стикові матчі   | Стикові матчі   | Стикові матчі   |                 |               | 1/8 фіналу          | 1/8 фіналу          | 1/8 фіналу      | 1/8 фіналу        | 1/8 фіналу      |  |  | 1/4 фіналу       | 1/4 фіналу       | 1/4 фіналу | 1/4 фіналу | 1/4 фіналу |  |  | 1/2 фіналу | 1/2 фіналу | 1/2 фіналу | 1/2 фіналу | 1/2 фіналу |  |  | Фінал | Фінал | Фінал |
|  | Стикові матчі    | Стикові матчі    | Стикові матчі   | Стикові матчі   | Стикові матчі   |                 |               | 1/8 фіналу          | 1/8 фіналу          | 1/8 фіналу      | 1/8 фіналу        | 1/8 фіналу      |  |  | 1/4 фіналу       | 1/4 фіналу       | 1/4 фіналу | 1/4 фіналу | 1/4 фіналу |  |  | 1/2 фіналу | 1/2 фіналу | 1/2 фіналу | 1/2 фіналу | 1/2 фіналу |  |  | Фінал | Фінал | Фінал |
|  |                  |                  |                 |                 |                 | 9 та 16 березня |               |                     |                     |                 |                   |                 |  |  |                  |                  |            |            |            |  |  |            |            |            |            |            |  |  |       |       |       |
|  |                  |                  |                 |                 |                 |                 |               |                     |                     |                 |                   |                 |  |  |                  |                  |            |            |            |  |  |            |            |            |            |            |  |  |       |       |       |
|  | 16 та 23 лютого  | 16 та 23 лютого  | 16 та 23 лютого | 16 та 23 лютого | 16 та 23 лютого | Лех (Познань)   | Лех (Познань) | 2                   | 3                   | 5               |                   |                 |  |  |                  |                  |            |            |            |  |  |            |            |            |            |            |  |  |       |       |       |
|  | 16 та 23 лютого  | 16 та 23 лютого  | 16 та 23 лютого | 16 та 23 лютого | 16 та 23 лютого | Лех (Познань)   | Лех (Познань) | 2                   | 3                   | 5               | 13 та 20 квітня   |                 |  |  |                  |                  |            |            |            |  |  |            |            |            |            |            |  |  |       |       |       |
|  | Буде-Глімт       | Буде-Глімт       | 0               | 0               | 0               |                 |               | Юргорден            | Юргорден            | 0               | 0                 | 0               |  |  |                  |                  |            |            |            |  |  |            |            |            |            |            |  |  |       |       |       |
|  | Буде-Глімт       | Буде-Глімт       | 0               | 0               | 0               |                 |               | Юргорден            | Юргорден            | 0               | 0                 | 0               |  |  | Лех (Познань)    | Лех (Познань)    | 1          | 3          | 4          |  |  |            |            |            |            |            |  |  |       |       |       |
|  | Лех (Познань)    | Лех (Познань)    | 0               | 1               | 1               |                 |               | 9 та 16 березня     | 9 та 16 березня     | 9 та 16 березня | 9 та 16 березня   | 9 та 16 березня |  |  | Лех (Познань)    | Лех (Познань)    | 1          | 3          | 4          |  |  |            |            |            |            |            |  |  |       |       |       |
|  | Лех (Познань)    | Лех (Познань)    | 0               | 1               | 1               |                 |               | 9 та 16 березня     | 9 та 16 березня     | 9 та 16 березня | 9 та 16 березня   | 9 та 16 березня |  |  | Фіорентіна       | Фіорентіна       | 4          | 2          | 6          |  |  |            |            |            |            |            |  |  |       |       |       |
|  | 16 та 23 лютого  | 16 та 23 лютого  | 16 та 23 лютого | 16 та 23 лютого | 16 та 23 лютого | Фіорентіна      | Фіорентіна    | 1                   | 4                   | 5               |                   |                 |  |  | Фіорентіна       | Фіорентіна       | 4          | 2          | 6          |  |  |            |            |            |            |            |  |  |       |       |       |
|  | 16 та 23 лютого  | 16 та 23 лютого  | 16 та 23 лютого | 16 та 23 лютого | 16 та 23 лютого | Фіорентіна      | Фіорентіна    | 1                   | 4                   | 5               | 11 та 18 травня   |                 |  |  |                  |                  |            |            |            |  |  |            |            |            |            |            |  |  |       |       |       |
|  | Брага            | Брага            | 0               | 2               | 2               |                 |               | Сівасспор           | Сівасспор           | 0               | 1                 | 1               |  |  |                  |                  |            |            |            |  |  |            |            |            |            |            |  |  |       |       |       |
|  | Брага            | Брага            | 0               | 2               | 2               |                 |               | Сівасспор           | Сівасспор           | 0               | 1                 | 1               |  |  | Фіорентіна (дч)  | Фіорентіна (дч)  | 1          | 3          | 4          |  |  |            |            |            |            |            |  |  |       |       |       |
|  | Фіорентіна       | Фіорентіна       | 4               | 3               | 7               |                 |               | 9 та 16 березня     | 9 та 16 березня     | 9 та 16 березня | 9 та 16 березня   | 9 та 16 березня |  |  |                  |                  |            | 3          | 4          |  |  |            |            |            |            |            |  |  |       |       |       |
|  | Фіорентіна       | Фіорентіна       | 4               | 3               | 7               |                 |               | 9 та 16 березня     | 9 та 16 березня     | 9 та 16 березня | 9 та 16 березня   | 9 та 16 березня |  |  | Базель           | Базель           | 2          | 1          | 3          |  |  |            |            |            |            |            |  |  |       |       |       |
|  | 16 та 23 лютого  | 16 та 23 лютого  | 16 та 23 лютого | 16 та 23 лютого | 16 та 23 лютого | Базель (пен.)   | Базель (пен.) | 2                   | 2                   | 4 (4)           |                   |                 |  |  |                  | Базель           | 2          | 1          | 3          |  |  |            |            |            |            |            |  |  |       |       |       |
|  | 16 та 23 лютого  | 16 та 23 лютого  | 16 та 23 лютого | 16 та 23 лютого | 16 та 23 лютого | Базель (пен.)   | Базель (пен.) | 2                   | 2                   | 4 (4)           | 13 та 20 квітня   |                 |  |  |                  |                  |            |            |            |  |  |            |            |            |            |            |  |  |       |       |       |
|  | Трабзонспор      | Трабзонспор      | 1               | 0               | 1               |                 |               | Слован (Братислава) | Слован (Братислава) | 2               | 2                 | 4 (1)           |  |  |                  |                  |            |            |            |  |  |            |            |            |            |            |  |  |       |       |       |
|  | Трабзонспор      | Трабзонспор      | 1               | 0               | 1               |                 |               | Слован (Братислава) | Слован (Братислава) | 2               | 2                 | 4 (1)           |  |  | Базель (дч)      | Базель (дч)      | 2          | 2          | 4          |  |  |            |            |            |            |            |  |  |       |       |       |
|  | Базель           | Базель           | 0               | 2               | 2               |                 |               | 9 та 16 березня     | 9 та 16 березня     | 9 та 16 березня | 9 та 16 березня   | 9 та 16 березня |  |  | Базель (дч)      | Базель (дч)      | 2          | 2          | 4          |  |  |            |            |            |            |            |  |  |       |       |       |
|  | Базель           | Базель           | 0               | 2               | 2               |                 |               | 9 та 16 березня     | 9 та 16 березня     | 9 та 16 березня | 9 та 16 березня   | 9 та 16 березня |  |  | Ніцца            | Ніцца            | 2          | 1          | 3          |  |  |            |            |            |            |            |  |  |       |       |       |
|  | 16 та 23 лютого  | 16 та 23 лютого  | 16 та 23 лютого | 16 та 23 лютого | 16 та 23 лютого | Шериф           | Шериф         | 0                   | 1                   | 1               |                   |                 |  |  | Ніцца            | Ніцца            | 2          | 1          | 3          |  |  |            |            |            |            |            |  |  |       |       |       |
|  | 16 та 23 лютого  | 16 та 23 лютого  | 16 та 23 лютого | 16 та 23 лютого | 16 та 23 лютого | Шериф           | Шериф         | 0                   | 1                   | 1               | 7 червня – Сінобо |                 |  |  |                  |                  |            |            |            |  |  |            |            |            |            |            |  |  |       |       |       |
|  | Шериф            | Шериф            | 0               | 3               | 3               |                 |               | Ніцца               | Ніцца               | 1               | 3                 | 4               |  |  |                  |                  |            |            |            |  |  |            |            |            |            |            |  |  |       |       |       |
|  | Шериф            | Шериф            | 0               | 3               | 3               |                 |               | Ніцца               | Ніцца               | 1               | 3                 | 4               |  |  | Фіорентіна       | Фіорентіна       | 1          |            |            |  |  |            |            |            |            |            |  |  |       |       |       |
|  | Партизан         | Партизан         | 1               | 1               | 2               |                 |               | 9 та 15 березня     | 9 та 15 березня     | 9 та 15 березня | 9 та 15 березня   | 9 та 15 березня |  |  |                  |                  |            |            |            |  |  |            |            |            |            |            |  |  |       |       |       |
|  | Партизан         | Партизан         | 1               | 1               | 2               |                 |               | 9 та 15 березня     | 9 та 15 березня     | 9 та 15 березня | 9 та 15 березня   | 9 та 15 березня |  |  | Вест Гем Юнайтед | Вест Гем Юнайтед | 2          |            |            |  |  |            |            |            |            |            |  |  |       |       |       |
|  | 16 та 23 лютого  | 16 та 23 лютого  | 16 та 23 лютого | 16 та 23 лютого | 16 та 23 лютого | Гент            | Гент          | 1                   | 4                   | 5               |                   |                 |  |  |                  | Вест Гем Юнайтед | 2          |            |            |  |  |            |            |            |            |            |  |  |       |       |       |
|  | 16 та 23 лютого  | 16 та 23 лютого  | 16 та 23 лютого | 16 та 23 лютого | 16 та 23 лютого | Гент            | Гент          | 1                   | 4                   | 5               | 13 та 20 квітня   |                 |  |  |                  |                  |            |            |            |  |  |            |            |            |            |            |  |  |       |       |       |
|  | Карабах          | Карабах          | 1               | 0               | 1 (3)           |                 |               | Істанбул Башакшехір | Істанбул Башакшехір | 1               | 1                 | 2               |  |  |                  |                  |            |            |            |  |  |            |            |            |            |            |  |  |       |       |       |
|  | Карабах          | Карабах          | 1               | 0               | 1 (3)           |                 |               | Істанбул Башакшехір | Істанбул Башакшехір | 1               | 1                 | 2               |  |  | Гент             | Гент             | 1          | 1          | 2          |  |  |            |            |            |            |            |  |  |       |       |       |
|  | Гент (пен.)      | Гент (пен.)      | 0               | 1               | 1 (5)           |                 |               | 9 та 16 березня     | 9 та 16 березня     | 9 та 16 березня | 9 та 16 березня   | 9 та 16 березня |  |  | Гент             | Гент             | 1          | 1          | 2          |  |  |            |            |            |            |            |  |  |       |       |       |
|  | Гент (пен.)      | Гент (пен.)      | 0               | 1               | 1 (5)           |                 |               | 9 та 16 березня     | 9 та 16 березня     | 9 та 16 березня | 9 та 16 березня   | 9 та 16 березня |  |  | Вест Гем Юнайтед | Вест Гем Юнайтед | 1          | 4          | 5          |  |  |            |            |            |            |            |  |  |       |       |       |
|  | 16 та 23 лютого  | 16 та 23 лютого  | 16 та 23 лютого | 16 та 23 лютого | 16 та 23 лютого | АЕК (Ларнака)   | АЕК (Ларнака) | 0                   | 0                   | 0               |                   |                 |  |  | Вест Гем Юнайтед | Вест Гем Юнайтед | 1          | 4          | 5          |  |  |            |            |            |            |            |  |  |       |       |       |
|  | 16 та 23 лютого  | 16 та 23 лютого  | 16 та 23 лютого | 16 та 23 лютого | 16 та 23 лютого | АЕК (Ларнака)   | АЕК (Ларнака) | 0                   | 0                   | 0               | 11 та 18 травня   |                 |  |  |                  |                  |            |            |            |  |  |            |            |            |            |            |  |  |       |       |       |
|  | АЕК (Ларнака)    | АЕК (Ларнака)    | 1               | 0               | 1               |                 |               | Вест Гем Юнайтед    | Вест Гем Юнайтед    | 2               | 4                 | 6               |  |  |                  |                  |            |            |            |  |  |            |            |            |            |            |  |  |       |       |       |
|  | АЕК (Ларнака)    | АЕК (Ларнака)    | 1               | 0               | 1               |                 |               | Вест Гем Юнайтед    | Вест Гем Юнайтед    | 2               | 4                 | 6               |  |  | Вест Гем Юнайтед | Вест Гем Юнайтед | 2          | 1          | 3          |  |  |            |            |            |            |            |  |  |       |       |       |
|  | Дніпро-1         | Дніпро-1         | 0               | 0               | 0               |                 |               | 9 та 16 березня     | 9 та 16 березня     | 9 та 16 березня | 9 та 16 березня   | 9 та 16 березня |  |  |                  |                  |            | 1          | 3          |  |  |            |            |            |            |            |  |  |       |       |       |
|  | Дніпро-1         | Дніпро-1         | 0               | 0               | 0               |                 |               | 9 та 16 березня     | 9 та 16 березня     | 9 та 16 березня | 9 та 16 березня   | 9 та 16 березня |  |  | АЗ               | АЗ               | 1          | 0          | 1          |  |  |            |            |            |            |            |  |  |       |       |       |
|  | 16 та 23 лютого  | 16 та 23 лютого  | 16 та 23 лютого | 16 та 23 лютого | 16 та 23 лютого | Андерлехт       | Андерлехт     | 1                   | 1                   | 2               |                   |                 |  |  |                  | АЗ               | 1          | 0          | 1          |  |  |            |            |            |            |            |  |  |       |       |       |
|  | 16 та 23 лютого  | 16 та 23 лютого  | 16 та 23 лютого | 16 та 23 лютого | 16 та 23 лютого | Андерлехт       | Андерлехт     | 1                   | 1                   | 2               | 13 та 20 квітня   |                 |  |  |                  |                  |            |            |            |  |  |            |            |            |            |            |  |  |       |       |       |
|  | Лудогорець       | Лудогорець       | 1               | 1               | 2 (0)           |                 |               | Вільярреал          | Вільярреал          | 1               | 0                 | 1               |  |  |                  |                  |            |            |            |  |  |            |            |            |            |            |  |  |       |       |       |
|  | Лудогорець       | Лудогорець       | 1               | 1               | 2 (0)           |                 |               | Вільярреал          | Вільярреал          | 1               | 0                 | 1               |  |  | Андерлехт        | Андерлехт        | 2          | 0          | 2 (1)      |  |  |            |            |            |            |            |  |  |       |       |       |
|  | Андерлехт (пен.) | Андерлехт (пен.) | 0               | 2               | 2 (3)           |                 |               | 7 та 16 березня     | 7 та 16 березня     | 7 та 16 березня | 7 та 16 березня   | 7 та 16 березня |  |  | Андерлехт        | Андерлехт        | 2          | 0          | 2 (1)      |  |  |            |            |            |            |            |  |  |       |       |       |
|  | Андерлехт (пен.) | Андерлехт (пен.) | 0               | 2               | 2 (3)           |                 |               | 7 та 16 березня     | 7 та 16 березня     | 7 та 16 березня | 7 та 16 березня   | 7 та 16 березня |  |  | АЗ (пен.)        | АЗ (пен.)        | 0          | 2          | 2 (4)      |  |  |            |            |            |            |            |  |  |       |       |       |
|  | 16 та 23 лютого  | 16 та 23 лютого  | 16 та 23 лютого | 16 та 23 лютого | 16 та 23 лютого | Лаціо           | Лаціо         | 1                   | 1                   | 2               |                   |                 |  |  | АЗ (пен.)        | АЗ (пен.)        | 0          | 2          | 2 (4)      |  |  |            |            |            |            |            |  |  |       |       |       |
|  | 16 та 23 лютого  | 16 та 23 лютого  | 16 та 23 лютого | 16 та 23 лютого | 16 та 23 лютого | Лаціо           | Лаціо         | 1                   | 1                   | 2               |                   |                 |  |  |                  |                  |            |            |            |  |  |            |            |            |            |            |  |  |       |       |       |
|  | Лаціо            | Лаціо            | 1               | 0               | 1               |                 |               | АЗ                  | АЗ                  | 2               | 2                 | 4               |  |  |                  |                  |            |            |            |  |  |            |            |            |            |            |  |  |       |       |       |
|  | Лаціо            | Лаціо            | 1               | 0               | 1               |                 |               | АЗ                  | АЗ                  | 2               | 2                 | 4               |  |  |                  |                  |            |            |            |  |  |            |            |            |            |            |  |  |       |       |       |
|  | Клуж             | Клуж             | 0               | 0               | 0               |                 |               |                     |                     |                 |                   |                 |  |  |                  |                  |            |            |            |  |  |            |            |            |            |            |  |  |       |       |       |
|  | Клуж             | Клуж             | 0               | 0               | 0               |                 |               |                     |                     |                 |                   |                 |  |  |                  |                  |            |            |            |  |  |            |            |            |            |            |  |  |       |       |       |

## Стикові матчі
Жеребкування відбулося 7 листопада 2022 року о 15:00 (14:00 CET) у  Ньйоні.

### Результати
Перші матчі відбулися 16 лютого 2023 року, а матчі-відповіді — 23 лютого.
| Команда 1     | Заг.           | Команда 2     | 1-й матч | 2-й матч |
| ------------- | -------------- | ------------- | -------- | -------- |
| Карабах       | 1:1 (пен. 3:5) | Гент          | 1:0      | 0:1 (дч) |
| Трабзонспор   | 1:2            | Базель        | 1:0      | 0:2      |
| Лаціо         | 1:0            | Клуж          | 1:0      | 0:0      |
| Буде-Глімт    | 0:1            | Лех (Познань) | 0:0      | 0:1      |
| Брага         | 2:7            | Фіорентіна    | 0:4      | 2:3      |
| АЕК (Ларнака) | 1:0            | Дніпро-1      | 1:0      | 0:0      |
| Шериф         | 3:2            | Партизан      | 0:1      | 3:1      |
| Лудогорець    | 2:2 (пен. 0:3) | Андерлехт     | 1:0      | 1:2 (дч) |

| 16 лютого 2023 19:45 (21:45 AZE) |

| Карабах               | 1:0      | Гент |
| --------------------- | -------- | ---- |
| - Леандро Андраде 78' | Протокол |      |

| ім. Тофіка Бахрамова, Баку Глядачів: 25 452 Арбітр: Мохаммед Аль-Хакім (Швеція) |

| 23 лютого 2023 22:00 (21:00 CET) |

| Гент                                             | 1:0 (дч) | Карабах                                 |
| ------------------------------------------------ | -------- | --------------------------------------- |
| - Орбан 74'                                      | Протокол |                                         |
|                                                  | Пенальті |                                         |
| - де Сарт - Куйперс - Орбан - Маррех - Ван Даеле | 5:3      | - Алмейда - Діакабі - Байрамов - Бенз'я |

| Геламко Арена, Гент Глядачів: 11 724 Арбітр: Вільям Коллам (Шотландія) |

| 16 лютого 2023 19:45 (20:45 TRT) |

| Трабзонспор  | 1:0      | Базель |
| ------------ | -------- | ------ |
| - Ларсен 65' | Протокол |        |

| Шенол Гюнеш, Трабзон Глядачів: 26 184 Арбітр: Донатас Румшас (Литва) |

| 23 лютого 2023 22:00 (21:00 CET) |

| Базель                    | 2:0      | Трабзонспор |
| ------------------------- | -------- | ----------- |
| - Амдуні 13' - Зечірі 76' | Протокол |             |

| Санкт-Якоб Парк, Базель Глядачів: 24 428 Арбітр: Антоніо Матео Лаос (Іспанія) |

| 16 лютого 2023 22:00 (21:00 CET) |

| Лаціо            | 1:0      | Клуж |
| ---------------- | -------- | ---- |
| - Іммобіле 45+4' | Протокол |      |

| Олімпійський, Рим Глядачів: 11 690 Арбітр: Крейг Поусон (Англія) |

| 23 лютого 2023 19:45 |

| Клуж | 0:0      | Лаціо |
| ---- | -------- | ----- |
|      | Протокол |       |

| Константін Радулеску, Клуж-Напока Глядачів: 15 955 Арбітр: Фелікс Цваєр (Німеччина) |

| 16 лютого 2023 19:45 (18:45 CET) |

| Буде-Глімт | 0:0      | Лех (Познань) |
| ---------- | -------- | ------------- |
|            | Протокол |               |

| Аспміра, Буде Глядачів: 6 925 Арбітр: Гаральд Лехнер (Австрія) |

| 23 лютого 2023 22:00 (21:00 CET) |

| Лех (Познань) | 1:0      | Буде-Глімт |
| ------------- | -------- | ---------- |
| - Ісхак 63'   | Протокол |            |

| Муніципальний, Познань Глядачів: 34 017 Арбітр: Никола Дабанович (Чорногорія) |

| 16 лютого 2023 19:45 (17:45 WET) |

| Брага | 0:4      | Фіорентіна                           |
| ----- | -------- | ------------------------------------ |
|       | Протокол | - Йович 45+1', 60' - Кабрал 79', 90' |

| Муніципальний, Брага Глядачів: 13 041 Арбітр: Матей Юг (Словенія) |

| 23 лютого 2023 22:00 (21:00 CET) |

| Фіорентіна                                   | 3:2      | Брага                                  |
| -------------------------------------------- | -------- | -------------------------------------- |
| - Мандрагора 37' - Сапонара 58' - Кабрал 83' | Протокол | - Андре Каштру 16' - Альваро Джало 34' |

| Артеміо Франкі, Флоренція Глядачів: 13 603 Арбітр: Бенуа Бастьєн (Франція) |

| 16 лютого 2023 22:00 (21:00 CET) |

| АЕК (Ларнака) | 1:0      | Дніпро-1 |
| ------------- | -------- | -------- |
| - Гарсія 84'  | Протокол |          |

| АЕК Арена, Ларнака Глядачів: 4 077 Арбітр: Якоб Кехлет (Данія) |

| 23 лютого 2023 19:45 (18:45 CET) |

| Дніпро-1 | 0:0      | АЕК (Ларнака) |
| -------- | -------- | ------------- |
|          | Протокол |               |

| Футбольна арена Кошиці, Кошиці Глядачів: 3 527 Арбітр: Андріс Трейманіс (Латвія) |

| 16 лютого 2023 22:00 |

| Шериф | 0:1      | Партизан            |
| ----- | -------- | ------------------- |
|       | Протокол | - Рікарду Гоміш 45' |

| Зімбру, Кишинів Глядачів: 0 Арбітр: Гарм Осмерс (Німеччина) |

| 23 лютого 2023 19:45 (18:45 CET) |

| Партизан    | 1:3      | Шериф                                 |
| ----------- | -------- | ------------------------------------- |
| - Меніг 13' | Протокол | - Бадоло 22' (пен.) - Діоп 45+1', 47' |

| Партизан, Белград Глядачів: 8 575 Арбітр: Андреас Екберг (Швеція) |

| 16 лютого 2023 22:00 |

| Лудогорець | 1:0      | Андерлехт |
| ---------- | -------- | --------- |
| - Тьягу 9' | Протокол |           |

| Хювефарма Арена, Разград Глядачів: 4 417 Арбітр: Дує Струкан (Хорватія) |

| 23 лютого 2023 19:45 (18:45 CET) |

| Андерлехт                          | 2:1 (дч) | Лудогорець                     |
| ---------------------------------- | -------- | ------------------------------ |
| - Руссо 13' (аг) - Версхарен 68'   | Протокол | - Тьягу 71'                    |
|                                    | Пенальті |                                |
| - Рафаелов - Вертонген - Версхарен | 3:0      | - Піпа - Янков - Педру Нарессі |

| Констант Ванден Сток, Брюссель Глядачів: 15 822 Арбітр: Даніель Зіберт (Німеччина) |

## 1/8 фіналу
Жеребкування відбулося 24 лютого 2023 року о 14:00 (13:00 CET) у  Ньйоні.

### Результати
Перші матчі відбулися 9 березня 2023 року, а матчі-відповіді — 16 березня.
| Команда 1     | Заг.           | Команда 2           | 1-й матч | 2-й матч |
| ------------- | -------------- | ------------------- | -------- | -------- |
| АЕК (Ларнака) | 0:6            | Вест Гем Юнайтед    | 0:2      | 0:4      |
| Фіорентіна    | 5:1            | Сівасспор           | 1:0      | 4:1      |
| Лаціо         | 2:4            | АЗ                  | 1:2      | 1:2      |
| Лех (Познань) | 5:0            | Юргорден            | 2:0      | 3:0      |
| Базель        | 4:4 (пен. 4:1) | Слован (Братислава) | 2:2      | 2:2 (дч) |
| Шериф         | 1:4            | Ніцца               | 0:1      | 1:3      |
| Андерлехт     | 2:1            | Вільярреал          | 1:1      | 1:0      |
| Гент          | 5:2            | Істанбул Башакшехір | 1:1      | 4:1      |

| 9 березня 2023 19:45 |

| АЕК (Ларнака) | 0:2      | Вест Гем Юнайтед     |
| ------------- | -------- | -------------------- |
|               | Протокол | - Антоніо 36', 45+2' |

| АЕК Арена, Ларнака Глядачів: 6 654 Арбітр: Еспен Ескос (Норвегія) |

| 16 березня 2023 22:00 (20:00 GMT) |

| Вест Гем Юнайтед                             | 4:0      | АЕК (Ларнака) |
| -------------------------------------------- | -------- | ------------- |
| - Скамакка 21' - Боуен 47', 49' - Мубама 65' | Протокол |               |

| Лондон Стедіум, Лондон Глядачів: 40 482 Арбітр: Георгі Кабаков (Болгарія) |

| 9 березня 2023 22:00 (21:00 CET) |

| Фіорентіна  | 1:0      | Сівасспор |
| ----------- | -------- | --------- |
| - Барак 69' | Протокол |           |

| Артеміо Франкі, Флоренція Глядачів: 16 255 Арбітр: Енеа Йоргі (Албанія) |

| 16 березня 2023 19:45 (20:45 TRT) |

| Сівасспор      | 1:4      | Фіорентіна                                                       |
| -------------- | -------- | ---------------------------------------------------------------- |
| - Єсіл'юрт 35' | Протокол | - Кабрал 44' - Миленкович 62' - Гутас 78' (аг) - Кастровіллі 89' |

| Сівас Арена, Сівас Глядачів: 17 864 Арбітр: Никола Дабанович (Чорногорія) |

| 7 березня 2023 19:45 (18:45 CET) |

| Лаціо                | 1:2      | АЗ                          |
| -------------------- | -------- | --------------------------- |
| - Педро Родрігес 18' | Протокол | - Павлідіс 45' - Керкез 62' |

| Олімпійський, Рим Глядачів: 19 584 Арбітр: Гленн Нюберг (Швеція) |

| 16 березня 2023 22:00 (21:00 CET) |

| АЗ                            | 2:1      | Лаціо                 |
| ----------------------------- | -------- | --------------------- |
| - Карлссон 28' - Павлідіс 62' | Протокол | - Феліпе Андерсон 21' |

| АФАС, Алкмар Глядачів: 18 500 Арбітр: Матей Юг (Словенія) |

| 9 березня 2023 22:00 (21:00 CET) |

| Лех (Познань)                   | 2:0      | Юргорден |
| ------------------------------- | -------- | -------- |
| - Милич 39' - Мархвіньський 82' | Протокол |          |

| Муніципальний, Познань Глядачів: 40 222 Арбітр: Стефані Фраппар (Франція) |

| 16 березня 2023 19:45 (18:45 CET) |

| Юргорден | 0:3      | Лех (Познань)                                          |
| -------- | -------- | ------------------------------------------------------ |
|          | Протокол | - Мархвіньський 77' - Квеквескірі 90+1' - Скураш 90+2' |

| Теле2 Арена, Стокгольм Глядачів: 25 115 Арбітр: Дує Струкан (Хорватія) |

| 9 березня 2023 22:00 (21:00 CET) |

| Базель                   | 2:2      | Слован (Братислава)            |
| ------------------------ | -------- | ------------------------------ |
| - Амдуні 6' - Зечірі 40' | Протокол | - Медведєв 17' - Абубакарі 70' |

| Санкт-Якоб Парк, Базель Глядачів: 13 202 Арбітр: Раде Обренович (Словенія) |

| 16 березня 2023 19:45 (18:45 CET) |

| Слован (Братислава)              | 2:2 (дч) | Базель                              |
| -------------------------------- | -------- | ----------------------------------- |
| - Абубакарі 11' - Куцка 17'      | Протокол | - Калафіорі 53' - Амдуні 90+3'      |
|                                  | Пенальті |                                     |
| - Куцка - Барсегян - Лукас Ловат | 1:4      | - Діуф - Амдуні - Калафіорі - Малеш |

| Національний футбольний стадіон, Братислава Глядачів: 21 675 Арбітр: Якоб Кехлет (Данія) |

| 9 березня 2023 19:45 |

| Шериф | 0:1      | Ніцца          |
| ----- | -------- | -------------- |
|       | Протокол | - Амрауї 45+3' |

| Зімбру, Кишинів Глядачів: 5 326 Арбітр: Аліяр Агаєв (Азербайджан) |

| 16 березня 2023 22:00 (21:00 CET) |

| Ніцца                                 | 3:1      | Шериф         |
| ------------------------------------- | -------- | ------------- |
| - Лаборд 30' - Моффі 53' - Браїмі 79' | Протокол | - Тапсоба 54' |

| Альянц Рив'єра, Ніцца Глядачів: 23 070 Арбітр: Лоуренс Віссер (Бельгія) |

| 9 березня 2023 19:45 (18:45 CET) |

| Андерлехт   | 1:1      | Вільярреал     |
| ----------- | -------- | -------------- |
| - Дреєр 57' | Протокол | - Трігерос 28' |

| Констант Ванден Сток, Брюссель Глядачів: 15 265 Арбітр: Бартош Франковський (Польща) |

| 16 березня 2023 22:00 (21:00 CET) |

| Вільярреал | 0:1      | Андерлехт     |
| ---------- | -------- | ------------- |
|            | Протокол | - Слімані 73' |

| Естадіо де ла Кераміка, Вілярреаль Глядачів: 16 212 Арбітр: Марко Ді Белло (Італія) |

| 9 березня 2023 22:00 (21:00 CET) |

| Гент        | 1:1      | Істанбул Башакшехір |
| ----------- | -------- | ------------------- |
| - Орбан 35' | Протокол | - Окака 16'         |

| Геламко Арена, Гент Глядачів: 11 334 Арбітр: Крісто Тогвер (Естонія) |

| 15 березня 2023 19:00 (20:00 TRT) |

| Істанбул Башакшехір | 1:4      | Гент                                |
| ------------------- | -------- | ----------------------------------- |
| - Янузай 88'        | Протокол | - Орбан 31', 32', 34' - Куйперс 37' |

| Башакшехір Фатіх Терім, Стамбул Глядачів: 8 216 Арбітр: Бенуа Бастьєн (Франція) |

## 1/4 фіналу
Жеребкування відбулося 17 березня 2023 року о 15:00 (14:00 CET) у  Ньйоні.

### Результати
Перші матчі відбулися 13 квітня 2023 року, а матчі-відповіді — 20 квітня.
| Команда 1     | Заг.           | Команда 2        | 1-й матч | 2-й матч |
| ------------- | -------------- | ---------------- | -------- | -------- |
| Лех (Познань) | 4:6            | Фіорентіна       | 1:4      | 3:2      |
| Гент          | 2:5            | Вест Гем Юнайтед | 1:1      | 1:4      |
| Андерлехт     | 2:2 (пен. 1:4) | АЗ               | 2:0      | 0:2 (дч) |
| Базель        | 4:3            | Ніцца            | 2:2      | 2:1 (дч) |

| 13 квітня 2023 22:00 (21:00 CEST) |

| Лех (Познань) | 1:4      | Фіорентіна                                               |
| ------------- | -------- | -------------------------------------------------------- |
| - Вельде 20'  | Протокол | - Кабрал 4' - Гонсалес 41' - Бонавентура 58' - Іконе 63' |

| Муніципальний, Познань Глядачів: 41 609 Арбітр: Ірфан Пельто (Боснія і Герцеговина) |

| 20 квітня 2023 19:45 (18:45 CEST) |

| Фіорентіна                        | 2:3      | Лех (Познань)                                    |
| --------------------------------- | -------- | ------------------------------------------------ |
| - Соттіль 78' - Кастровіллі 90+2' | Протокол | - Афонсу Соза 9' - Вельде 65' (пен.) - Собєх 69' |

| Артеміо Франкі, Флоренція Арбітр: Раде Обренович (Словенія) |

| 13 квітня 2023 19:45 (18:45 CEST) |

| Гент          | 1:1      | Вест Гем Юнайтед |
| ------------- | -------- | ---------------- |
| - Куйперс 57' | Протокол | - Інгз 45+3'     |

| Геламко Арена, Гент Глядачів: 19 037 Арбітр: Анастасіос Сідіропулос (Греція) |

| 20 квітня 2023 22:00 (20:00 BST) |

| Вест Гем Юнайтед                                  | 4:1      | Гент          |
| ------------------------------------------------- | -------- | ------------- |
| - Антоніо 37', 63' - Пакета 55' (пен.) - Райс 58' | Протокол | - Куйперс 26' |

| Лондон Стедіум, Лондон Арбітр: Орел Грінфельд (Ізраїль) |

| 13 квітня 2023 22:00 (21:00 CEST) |

| Андерлехт                    | 2:0      | АЗ |
| ---------------------------- | -------- | -- |
| - Мурільйо 22' - Ашимеру 70' | Протокол |    |

| Констант Ванден Сток, Брюссель Глядачів: 18 157 Арбітр: Даніель Зіберт (Німеччина) |

| 20 квітня 2023 19:45 (18:45 CEST) |

| АЗ                                       | 2:0 (дч) | Андерлехт                     |
| ---------------------------------------- | -------- | ----------------------------- |
| - Павлідіс 5' (пен.), 13'                | Протокол |                               |
|                                          | Пенальті |                               |
| - Класі - Суґавара - Рейндерс - Меердінк | 4:1      | - Вертонген - Кана - Сарделла |

| АФАС, Алкмар Арбітр: Давіде Масса (Італія) |

| 13 квітня 2023 22:00 (21:00 CEST) |

| Базель                   | 2:2      | Ніцца              |
| ------------------------ | -------- | ------------------ |
| - Амдуні 26' (пен.), 71' | Протокол | - Моффі 38', 45+1' |

| Санкт-Якоб Парк, Базель Глядачів: 21 277 Арбітр: Гленн Нюберг (Швеція) |

| 20 квітня 2023 22:00 (21:00 CEST) |

| Ніцца       | 1:2 (дч) | Базель                   |
| ----------- | -------- | ------------------------ |
| - Лаборд 9' | Протокол | - Огюстен 86' - Нуху 98' |

| Альянц Рив'єра, Ніцца Арбітр: Сердар Гезюбююк (Нідерланди) |

## 1/2 фіналу
Жеребкування відбулося 17 березня 2023 року о 15:00 (14:00 CET) у  Ньйоні. 

### Результати
Перші матчі відбулися 11 травня 2023 року, а матчі-відповіді — 18 травня.
| Команда 1        | Заг. | Команда 2 | 1-й матч | 2-й матч |
| ---------------- | ---- | --------- | -------- | -------- |
| Фіорентіна       | 4:3  | Базель    | 1:2      | 3:1 (дч) |
| Вест Гем Юнайтед | 3:1  | АЗ        | 2:1      | 1:0      |

| 11 травня 2023 22:00 (21:00 CEST) |

| Фіорентіна   | 1:2      | Базель                    |
| ------------ | -------- | ------------------------- |
| - Кабрал 25' | Протокол | - Діуф 71' - Амдуні 90+3' |

| Артеміо Франкі, Флоренція Глядачів: 37 276 Арбітр: Франсуа Летексьє (Франція) |

| 18 травня 2023 22:00 (21:00 CEST) |

| Базель       | 1:3 (дч) | Фіорентіна                         |
| ------------ | -------- | ---------------------------------- |
| - Амдуні 55' | Протокол | - Гонсалес 35', 72' - Барак 120+9' |

| Санкт-Якоб Парк, Базель Глядачів: 36 000 Арбітр: Хосе Марія Санчес (Іспанія) |

| 11 травня 2023 22:00 (20:00 BST) |

| Вест Гем Юнайтед                    | 2:1      | АЗ             |
| ----------------------------------- | -------- | -------------- |
| - Бенрахма 67' (пен.) - Антоніо 76' | Протокол | - Рейндерс 41' |

| Лондон Стедіум, Лондон Глядачів: 62 471 Арбітр: Халіл Умут Мелер (Туреччина) |

| 18 травня 2023 22:00 (21:00 CEST) |

| АЗ | 0:1      | Вест Гем Юнайтед |
| -- | -------- | ---------------- |
|    | Протокол | - Форнальс 76'   |

| АФАС, Алкмар Глядачів: 19 000 Арбітр: Іван Кружляк (Словаччина) |

## Фінал
Фінал відбудеться 7 червня 2023 року на стадіоні «Сінобо» у Празі. 17 березня 2023, одразу після жеребкування 1/4 та 1/2 фіналу, було проведено жеребкування для визначення адміністративного (номінального) «господаря» матчу.
| 7 червня 2023 22:00 (21:00 CEST) |

| Фіорентіна      | 1:2      | Вест Гем Юнайтед              |
| --------------- | -------- | ----------------------------- |
| Бонавентура 67' | Протокол | Бенрахма 62' Боуен 90' (пен.) |

| Сінобо, Прага Глядачів: 17363 Арбітр: Карлос дель Серро Гранде (Іспанія) |

## Позначки
1. ↑  Для матчів до 26 березня 2023 (стикові матчі та 1/8 фіналу) — EET (UTC+2), а для решти матчів (1/4, 1/2 фіналу та фінал) — EEST (UTC+3).
2. ↑  Через російське вторгнення українські клуби грають домашні матчі на нейтральному полі. Тому домашній матч Дніпро-1 відбувся на стадіоні Футбольна арена Кошиці у Кошицях (Словаччина) замість їх домашнього стадіону ‒ Дніпро-Арена у Дніпрі.
3. 1 2  Через російське вторгнення УЄФА заборонив проведення матчів під своєю егідою у регіоні Придністров'я. Тому домашні матчі Шерифа проходили у змаганнях під егідою УЄФА проходять на стадіоні Зімбру в Кишиневі замість їх домашнього стадіону ‒ СК «Шериф» у Тирасполі.
4. ↑  Відповідно до рішення влади Молдови, матч пройшов без глядачів.